# 加野厚志
加野厚志（かの あつし、男性、1945年12月20日 - ） は、日本の時代小説作家。本名は加藤厚（かとう あつし）。主に時代・歴史小説で知られる。社団法人・日本推理作家協会会員。作家阿野冠の父親。

## 略歴
1945年12月20日、旧満州国奉天生まれ。日本大学文理学部中退。以降、港湾労働、漫才師など職を転々とする。1975年、29歳の秋に『天国の番人』でオール讀物新人賞受賞。NHK教育テレビの「若い広場」で司会をつとめる。

## 著書
- 『悪の迷宮』加野厚 講談ノベルス 1990.8
- 『愛の血をなぶれ』加野厚 双葉ノベルス 1992.3
- 『地獄の回転木馬』加野厚 双葉ノベルス 1992.11
- 『竜馬慕情』（集英社）1995.2  のち文庫
- 島津義弘 関ケ原・敵中突破の豪勇 PHP文庫 1996.12
- 徳川慶喜 東洋経済新報社 1997.10
- 『鮫』（集英社）1997　「龍馬暗殺者伝」文庫
- 大石内蔵助 忠臣蔵本伝 KSS出版 1998.10
- 大利根の決闘 新天保水滸伝第1夜 KSS出版 1999.4　「人斬り鬼門 1」学研M文庫
- 反骨の海軍大将井上成美 PHP研究所 1999.12
- 本多平八郎忠勝 家康軍団最強の武将 PHP文庫 1999.5
- 沖田総司・暗殺剣  廣済堂文庫 2000.3
- 女陰陽師 祥伝社文庫 2000.12
- 趙雲子竜 幻冬舎文庫 2001.3
- 沖田総司・魔道剣 廣済堂文庫 2001.7
- 女陰陽師湖底の鬼 祥伝社文庫 2001.9
- 沖田総司獣王剣 廣済堂文庫 2001.12
- 桂の花 幕末純愛伝 廣済堂出版 2001.5
- 沖田総司・非情剣 廣済堂文庫 2001.2
- 幽冥の刺客鬼門 屍蝋変幻 学研M文庫 2002.7
- 『探偵沖田総司』毎日新聞社 2003  「幕末暗殺剣」講談社文庫
- 『京都魔性剣 姫巫女烏丸龍子』双葉文庫 2004.4
- 『蕭何 劉邦に天下をとらせた名参謀』PHP文庫 2004
- 『池田屋の血闘 姫巫女烏丸龍子』双葉文庫 2004
- 『将軍まかり通る』ベスト時代文庫 2005
- 孫策 呉の基礎を築いた江東の若き英雄 PHP文庫 2005.10
- 初代花柳壽輔薫る寿  阪急コミュニケーションズ 2005.12
- 玄庵検死帖 中公文庫 2008.3
- 玄庵検死帖倒幕連判状 中公文庫 2008.6
- 玄庵検死帖皇女暗殺控 中公文庫 2008.11
- 貂蝉 女剣三国志 徳間文庫 2009.4
- 『悲将石田三成』徳間文庫 2009
- 『呂布 「飛将」と謳われた三国志最強の武将』PHP文庫 2009
- 『真説龍馬暗殺 諸説11の謎を解く』学研Ｍ文庫 2009
- 『黥布 項羽と劉邦が最も恐れた顔面刺青の猛将』2011　PHP文庫
- 『幕府検死官玄庵 血闘』2011　文芸社文庫
- 『幕府検死官玄庵 2 (斬心)』2012　文芸社文庫